# Eubiodectes
Eubiodectes es un género extinto de peces actinopterigios prehistóricos. Fue descrito por Hay en 1903.
Vivió en el Líbano.